# Astrid Carøe
Astrid Carøe Rasmussen (født 12. juli 1994 i København) er en dansk politiker som siden 2019 har været medlem af Folketinget for SF.

## Opvækst og uddannelse
Carøe er opvokset i Sorø og har studentereksamen fra Slagelse Gymnasium fra 2013. Hun har en bachelorgrad fra statskundskab på Københavns Universitet fra 2020.

## Politik
Carøe har været medlem af både SF og SF Ungdom (SFU) siden 2010. Hun var medlem af SFU's landsledelse og forretningsudvalg fra 2016 til 2019.
Hun stillede op til kommunalvalget 2013 i Sorø Kommune som nr. 3 på SF's liste. Hun fik 199 personlige stemmer hvilket var næstflest på listen efter Linda Nielsen med 233 stemmer.
Carøe blev opstillet til Folketinget i Ringstedkredsen og Slagelsekredsen i Sjællands Storkreds i 2018 og valgt til Folketinget ved Folketingsvalget 2019. Carøe er SF's uddannelses-, forsknings-, LGBTQI- og ligestillingsordfører i Folketinget.